# Saint-Laurent-de-Cognac
Saint-Laurent-de-Cognac è un comune francese di 894 abitanti situato nel dipartimento della Charente, nella regione della Nuova Aquitania.

## Società

### Evoluzione demografica
Abitanti censiti